# Otti Roethof
Otti Roethof (circa 1950) is een voormalig Nederlands-Surinaams karateka.

## Biografie
Roethof werd op Curaçao geboren en verhuisde op 10-jarige leeftijd met zijn gezin naar Suriname. Aan het begin van de jaren 1970 vertrok hij naar Nederland en woonde hij in Amsterdam.
Tussen 1977 en 1984 won hij meerdere medailles met karate tijdens de Europese en wereldkampioenschappen karate, waaronder in 1977 goud tijdens de Maccabiade in Israël. In hetzelfde jaar werd hij in Tokio de eerste niet-Japanner die wereldkampioen werd. In 1984 publiceerde hij het boek Karate: een handboek voor trainer, coach en karateka. In 1985 werd hij de coach van het Nederlandse nationale karateteam. Tijdens zijn laatste wereldkampioenschappen werd het team vierde. Na zijn sportcarrière begon hij een sportschool.